# Große an-Nuri-Moschee

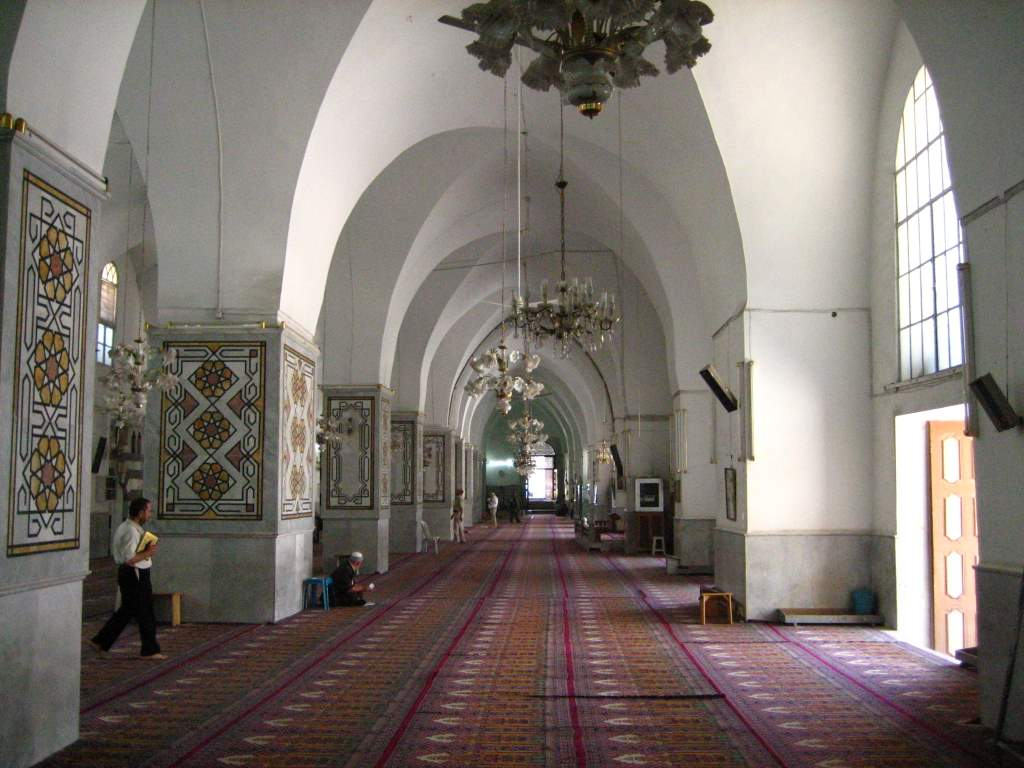
Innenansicht der Großen an-Nuri-Moschee, 2009

Die Große an-Nuri-Moschee (arabisch جامع النوري الكبير Dschami an-Nuri al-Kabir, DMG Ǧāmiʿ an-Nūrī al-Kabīr), benannt nach den zengidischen Atabeg (adligen Herrscher) Nureddin al-Sinki, ist die größte und älteste Moschee in der Altstadt der syrischen Stadt Homs.

## Standort
Die Große an-Nuri-Moschee steht an der Südseite der an-Nuri-Straße (شارع النوري Schari an-Nuri, DMG Šāriʿ an-Nūrī) westlich der Straße al-Warscha (شارع الورشة Schari al-Warscha, DMG Šāriʿ al-Warša ‚Werkstattstraße‘) direkt nordöstlich der traditionellen Suqs (الأسواق al-Aswaq, DMG al-aswāq ‚Märkte‘, darunter zwei große „Markthallen“ oder „bedeckter Markt“ سوق المسقوف Suq al-Masquf, DMG sūq al-masqūf und der „Alte Markt“ سوق العتيق Suq al-Atiq, DMG sūq al-ʿatīq).

## Geschichte
Vor der Christianisierung befand sich an der Stelle der heutigen Moschee ein Tempel, der dem Sonnengott Elagabal geweiht war. Einer der Priester dieses Tempels in der damaligen römischen Stadt Emesa, Elagabal, wurde 204 römischer Kaiser, was er bis zu seiner Ermordung 222 blieb. Der römische Kaiser Aurelian brachte nach seinem Sieg 272 in Emesa über Zenobia der Gottheit im Tempel Opfer dar.
Unter der von 379 bis 395 währenden Herrschaft des römischen Kaisers Theodosius I. wurde der Elagabal-Tempel in eine christliche Kirche umgewandelt, die Johannes dem Täufer gewidmet war. Nach der Eroberung von Emesa durch Chālid ibn al-Walīd 636 wurde ein Teil der Johanneskirche in die Freitagsmoschee von Homs umgewandelt. Nach Darstellungen muslimischer Geographen soll auf dem Tor der Moschee gegenüber der damaligen benachbarten Kirche ein Talisman aus weißem Stein gestanden haben, der die Gestalt eines Mannes im Oberkörper und eines Skorpions im Unterkörper hatte und dem Heilkräfte gegen Skorpionstiche nachgesagt wurden. Der muslimische Geograph al-Idrisi bezeichnete 1154 die Große Moschee von Homs als eine der größten überhaupt in Syrien. Unter Nur ad-Din, der von 1146 bis 1174 als Sultan herrschte, erhielt die Moschee weitgehend ihre heutige Gestalt, die nunmehr die ganze Fläche des alten Tempels einnahm. Sie erhielt nach dem Herrscher nun auch ihren heutigen Namen an-Nuri. Dennoch erfuhr die Moschee auch in den folgenden Jahrhunderten einige größere bauliche Änderungen.

## Baustruktur
Die Große al-Nuri-Moschee hat einen großen rechteckigen Grundriss mit einem gleichfalls rechteckigen Innenhof. Entlang der Wand im Innenhof befindet sich eine angehobene Terrasse, auf der möglicherweise die Cella des römischen Tempels war. Im Innenhof gibt es zudem ein reich geschmücktes Becken aus Basalt, das möglicherweise einst ein Sarkophag war. Entlang der Wand stehen Säulen mit korinthischen Kapitellen, die zumindest teilweise auf die Römerzeit zurückgehen. Im Bogen der Mihrāb befinden sich Teile römischer Mosaiken. Der Haupteingang der Moschee hat einen Torbogen mit abwechselnd schwarzen und weißen Steinen und beiderseits arabische Inschriften.